# Altja
Altja est un village de la commune de Vihula, dans le comté de Viru-Ouest, en Estonie.

## Images

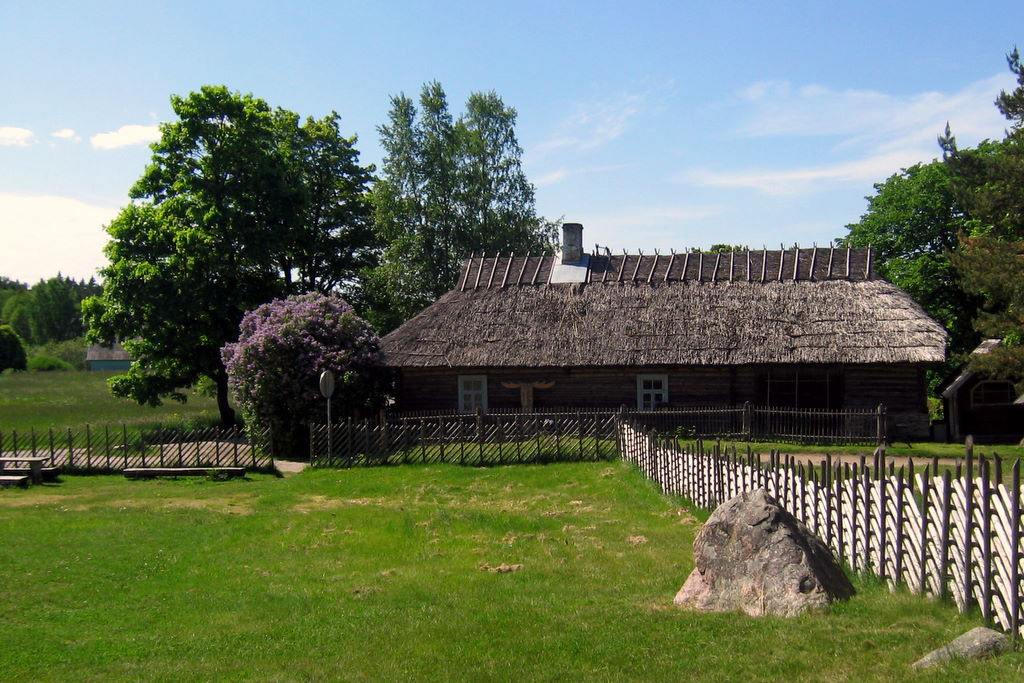
Taverne d'Altja
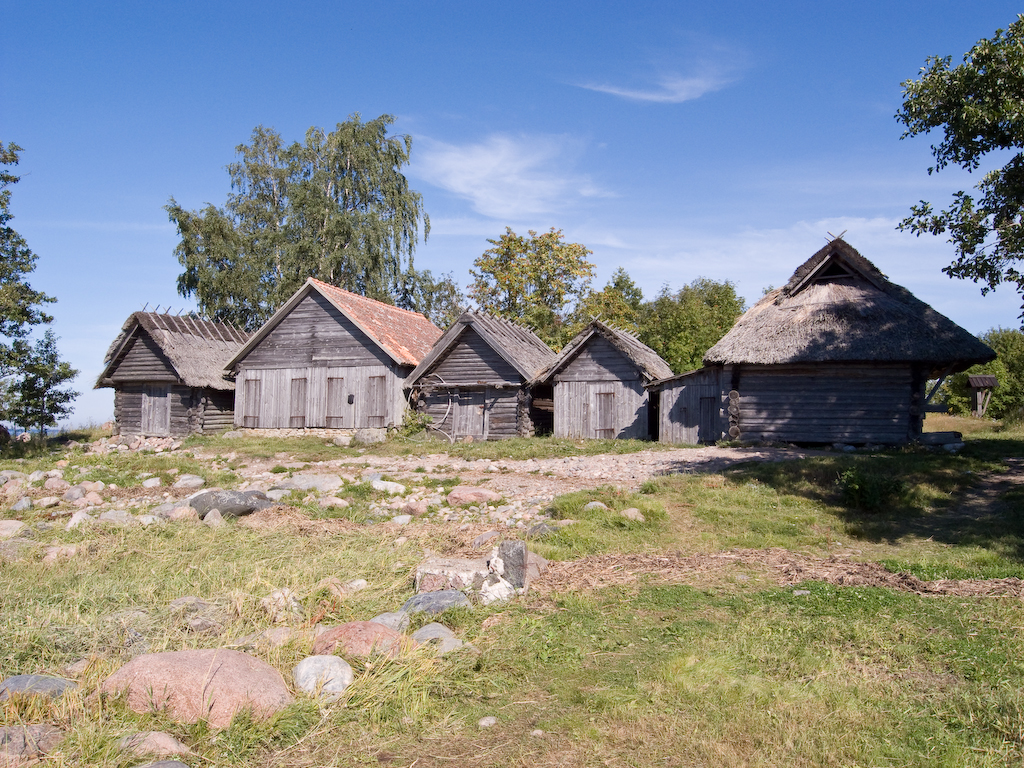
Cabanes de pêcheurs sur la rive sud du Golfe de Finlande dans le village de pêcheurs d'Altja au Parc national de Lahemaa.
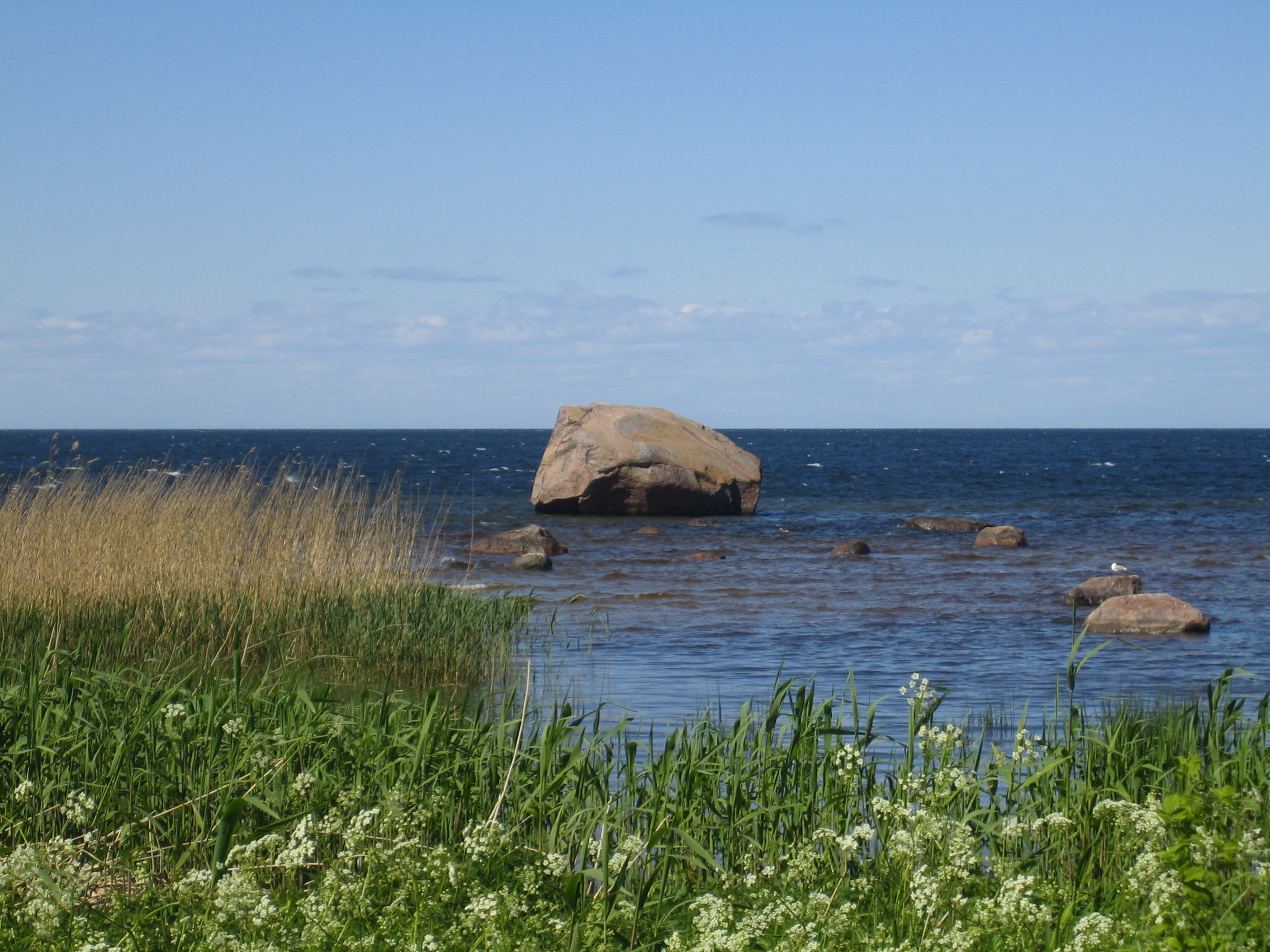
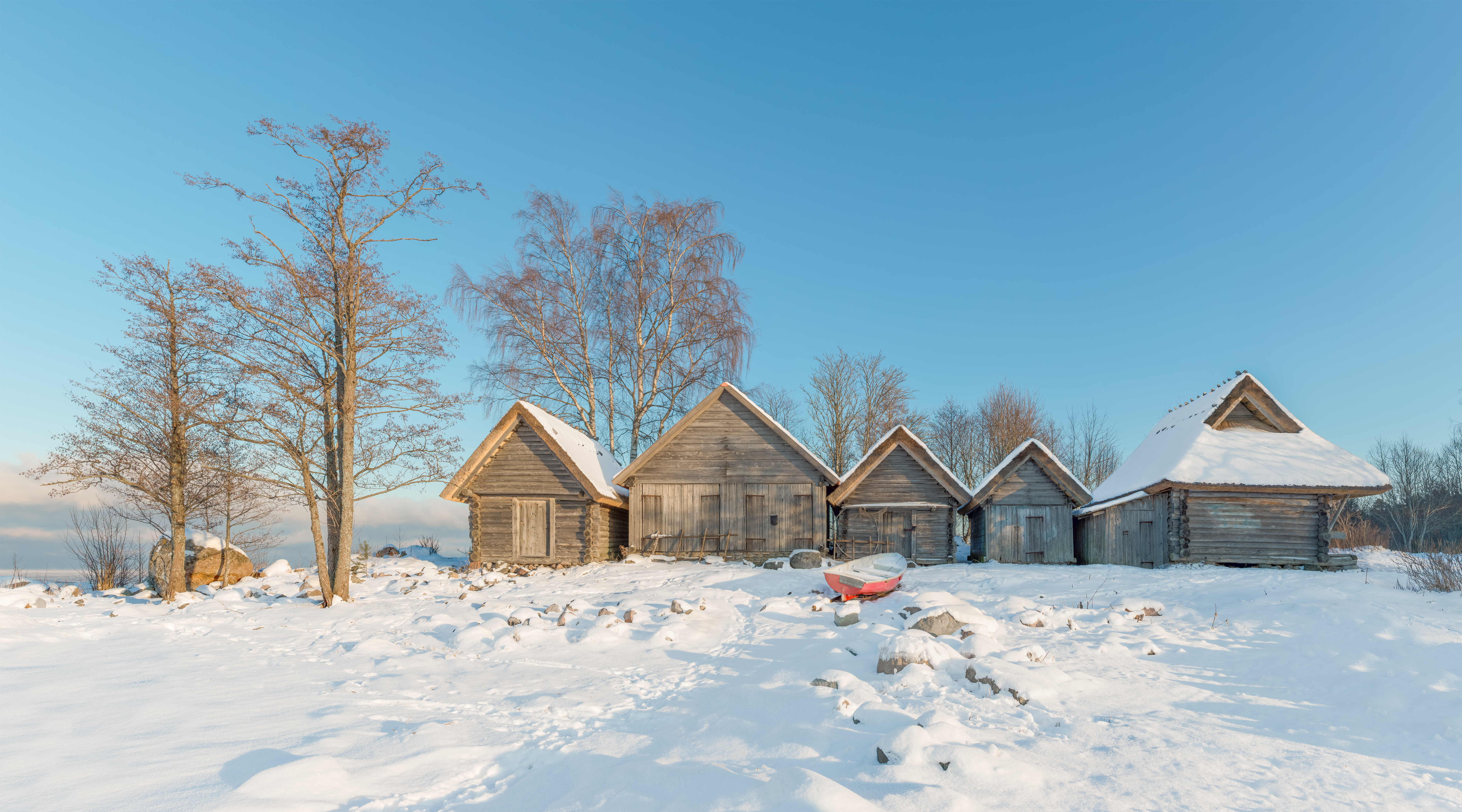
Cabanes de pêcheurs sur la rive sud du Golfe de Finlande dans le village de pêcheurs d'Altja au Parc national de Lahemaa.